# Thomas Mangani
Thomas Mangani (Carpentras, 29 de abril de 1997) é um futebolista profissional francês que atua como meia.

## Carreira
Thomas Mangani começou a carreira no Monaco.